# 이용도
이용도(李龍道, 1901년 4월 6일 ~ 1933년 10월 2일)는 일제 강점기에 활동한 독립운동가, 감리교 목사, 부흥사, 토착 교단인 예수교회 창립자이며 독립유공자이다.
이용도는 1901년 4월 6일 황해도 금천군 서천면 시변리 178번지에서 이덕흥과 양마리아 사이에서 셋째로 태어났다. 이용도는 시변리공립보통학교를 거쳐 1915년 경기도 개성의 한영서원에 입학했다. 이곳은 남감리회의 미션스쿨이요 개천절을 개교기념일로 하는 민족학교였다. 1919년부터는 독립운동으로 4차례 피착, 수감되었다. 1924년 협성신학교(현 감리교신학대학교)에 입학하고, 1928년 1월 졸업한 뒤 강원도 통천으로 파송되었다. 1928년 11월부터 강원도를 중심으로 활발하게 부흥회를 인도했고, 그의 이름은 경기도로, 황해도로, 평안도로, 심지어 북간도와 경상남도로까지 퍼져나가 전국적으로 회개와 중생을 외치며 선풍적인 기도운동을 일으켰다. 1930년 전국주일학교연합회의 간사로 1931년 6월에는 감리교의 경성지방 순회 부흥사가 되었다. 그러나 그의 신비주의 신학은 정통 교회로부터 이단으로 의심을 받게되었다. 1933년 10월 2일 33세의 나이에 폐결핵으로 죽었다.

## 어록
- 신앙은 이론이 아니고 곧 능력이다.

- 조선교회에 없는 것 :　기도, 개인전도, 열심, 사랑, 용기, 감사, 찬송, 협동, 성경공부, 구도심(求道心), 봉사, 가정기도 | 조선교회에 있는 것　: 잔말, 말질, 평론, 돈만 모으려는 생각, 게으름, 시비, 투쟁, 비겁, 공포, 불평, 근심, 걱정, 분열, 연[애]문학, 구금심(求金心), 탐욕, 이기, 가정불안

- 성결(신령)과 세속은 2대 세력으로서 교회를 지배·조종한다. 세속이 우리 교회의 문을 두드린 지 오래다. 교회는 성서적 신령에서만 존립되는 것인데.

- 웅변은 사람을 움직이게 한다. 기도는 하나님의 마음을 움직이게 한다. 웅변은 금전을 나오게 한다. 기도는 돈으로 살 수 없는 은혜를 내리게 한다. 이 은혜가 없이는 거만(巨萬)의 부(富)도 무익하다. 밀실 부흥 후에 나오는 신앙과 열정으로 되는 기도는 만인이 칭찬하고 떠드는 연설 천회(千回)보다 목적을 달성하는데 유력하다.

- 다른 일에는 몰라도 교역(敎役)에는 신앙이 첫째 조건이고 또 사랑이 그 수단이 되어야 할 것이 아닙니까. 믿음과 사랑이 목사의 절대 조건이 되어야 할 것이로소이다.

- 슬픔은 주님이 들어오시는 문이온즉 나의 슬픔을 은혜로 깨닫게 하소서.

- 이익을 위하여 벗을 구함은 무지개에서 황금을 구함과 같으니라. 벗이 있다면 그는 실패한 자가 아니다.

- 나의 미소는 극히 약하나 적막한 사람을 위로하기 위하여 항상 남겨두노라.

- 과거를 통회하고 새 마음을 눈물로 반죽하여 예수의 피로 인을 치자.

- 신령한 능력을 가지고 예수의 이름으로 우리의 생활을 개척함에 교회의 사명이 있다.

- 주여, 언제든지 주께서 원하시는 대로만 나를 인도하여 주소서. 내가 혹 앙탈을 한대도 주여, 그것은 성립되지 않도록 나를 이끌어 주소서. 내게서 주님은 강하게 되고 나는 약하게 되어야 하겠나이다. 곧 주는 흥하여야겠고 나는 망하여야 되겠나이다. 주께서 주인이 되시고 나는 노복이 되어야겠나이다.

- 신조에, 조직에, 언론에, 그 무엇의 선구자보다 회개 운동의 선구자가 조선에는 필요하다. 갱생을 초래하는 회개, 신생적 회개 운동이 없이 다른 모든 운동은 의미가 없다.

- 하나님께 물어보지 않고는 아무것도 말하지 아니하며, 하나님에게 기도하기 전에는 아무 일도 하지 아니하며, 성경을 보지 않고는 편지를 쓰거나 책을 보지 않으리로다.

- 약함이 강함을 이긴다. 유(柔)한 물이 강(强)한 둘을 굴려간다. 유한 골짜기 물이 단단하고 굳은 반석을 쪼개고 깨쳐 모래를 만든다. 돌(石)의 힘보다 물(水)의 조화가 실로 묘하도다. 유는 우주의 본성이었나니 유가 강을 주관하였느니라. 우주만유의 본성은 소(小)요, 약(弱)이요, 유(柔)이었나이다.

- 분배 균등의 최고 이상은 많이 거둔 자도 남은 것이 없고 적게 거둔 자도 부족이 없게 됨에 있나니, 이는 내 소유란 것을 생각지 않는 절대 사랑의 작용으로만 될 수 있느니라.

- 나의 사랑은 죽이고 그리스도의 사랑만 나타낼지어다. 네가 무엇을 사랑하려 하지 말고 하나님으로 직접 그를 사랑하시게 하라.

- 나는 한 학도로다. 그러므로 그저 배우기에만 열중하리라. 이는 모든 것이 다 나를 가르치며 훈계함이 되겠으매. 모든 사람, 모든 사물, 이는 다 여호와의 거룩한 음성이었느니라.

- 선악이 개오사(皆悟師)라. 무식한 사람, 약한 사람, 선하고 귀한 사람, 다 나에게는 없어서 안될 선생이로다. 내가 선인, 지인에게 배움보다 악인에게서 배움이 더 많았느니라

- 지혜 있는 자는 배우기에 열중하고 미련한 자는 가르치기에 급급하느니라.

- 고(苦)는 나의 선생, 빈(貧)은 나의 애처, 비(卑)는 나의 궁전, 자연은 나의 애인의 집으로 하고 금년에 나는 거기서 주님으로 더불어 살리로다.

- 내가 만일 주께 은총을 입었사옵거든 내 생명이 다 할 때에 벌거벗은 몸으로 지하에 돌아가게 하시고 나의 소유라고는 생전에 다 주를 위하여 무(無)가 되게 하여주시기 바라옵나이다.

- 우리들은 먼저 생활 표준부터 아주 낮은 것으로 해야 될 것을 한 번 더 깊이 느끼다. 세상의 표준을 그냥 따라가려는 우리의 심령은 너무나 철없는 것이다. 우리는 생활 전체에서 예수를 드러내도록 하지 않으면 안 될 것이다.

- 예배당은 나의 판결골짜기입니다. 해결처입니다. 슬퍼도 그리로 가고 기뻐도 그리로 가고 억울해도 그리로 갑니다. 그곳은 주와 나의 면회소요, 상담소입니다.

- 주의 가시는 곳, 자국자국이 눈물입니다. 그러나 들여다보면 고인 것은 쓴 눈물이 아니요, 단 사랑입니다. 길은 험해도 이 사랑 인내해서 험한 줄 모르고 가는 것입니다.

- 성전은 주님과 나와의 특별 면회소요, 상담실이었느니라. 나는 슬픈 일을 당하여도 성전으로 가고 기쁜 일을 당하여도 성전으로 가노라. 거기서 주님으로 더불어 귓속말을 속삭이며 주의 품에 안길 때 모든 슬픔은 없어지고 기쁨이 새로워짐이라.

- 나는 주님의 신부요, 주는 나의 신랑이었느니라. 나는 나의 주님 외에 다른 사람이 있는 것을 기뻐하지 않습니다. 주의 말씀이 제일 좋고 주의 얼굴이 가장 좋아요. 주의 말씀은 혹시 위엄 있게 날카로워도 그래도 세상 사람의 부드럽고 달콤한 말보다 좋아요. 세상사람의 손에는 향기로움이 있고 주님의 손에는 채찍이 있어도 그래도 나는 주님의 품으로 들어갈 터이에요.

- 현대의 교인은 ‘괴이(怪異)한 예수’를 요구하매 현대 목사는 괴이한 예수를 전한다. 참 예수가 오시면 꼭 피살될 수밖에 없다. 참 예수는 저희들이 죽여버리고 말았구나. 그리고 죄의 요구대로 마귀를 예수와 같이 가장하여가지고 선전하는구나. 화 있을진저 현대 교회여! 예수를 갖다가 너희 마음에 맞게 할 것이 아니라, 너를 갖다가 예수에게 맞게 하라.

- 주를 사랑하거든 주가 사랑하는 것을 사랑할 것이니라.

- 주께서는 드러나는 많은 사업 활동보다 숨어서 되는 작은 일을 기뻐하시느니라.

- 내가 무엇을 아는 줄로 알면 벌써 그것이 무식(無識)이었고, 된 줄로 알면 벌써 그것은 미완성이며, 똑똑한 줄로 알면 거기 실상 어리석음이 잉태되어 있는 것입니다.

- 조선 교회의 모든 기관, 모든 사업은 굉장히 확대되는 모양인데 전도와 부흥을 위하여는 아무런 열이 없다. 장감(長監)이 다 그렇다. 돈, 시간, 기타 많은 공을 드리지만 구령(救靈)의 결과는 매우 적다. 아, 이 실로 하나님을 기쁘시게 하는 일인가, 사람의 노름인가. 부흥전도 기관이 있어야겠다.

- 주를 모르고 사는 것보다 주를 알고 죽기 원하나이다. 주는 곧 길이요, 진리요, 생명이올시다. 이것을 모르는 삶은 저주요, 이를 알고 죽음은 곧 영생이외다.

- 남을 이롭게 하려면 자기는 그만큼 손해를 보아야 할 것이요, 남을 구하기 위하여는 그만큼 자기에게는 희생이 있지 않으면 안 될 것이다. 자기의 손해, 자기의 희생 없이 남을 돕는다는 것은 어디까지든지 불철저한 일이다.

- 주여, 나에게 성신의 뜨거운 사랑의 은혜를 주옵소서. 그래야 주를 영광되게 할 수가 있겠나이다. 월급쟁이, 강도업자(講道業者), 연설객의 지위에서 멀리 떠나야 하겠나이다.

- 주님의 생명을 얻기 위하여는 세상의 생명을 바쳐야 한다. 옛 것을 버릴수록 새 것은 온다.

- 주여, 나는 온전히 주의 피조물인 것뿐이로소이다. 주는 나의 창조주시며 나는 주의 작품이로소이다. 나의 존재는 주의 영광을 위하여 주의 능력을, 또 그 사랑과 큰 뜻을 증거하고 있는 조각품이로소이다.

- 나는 한 연이로소이다. 줄을 매어서 임자의 놀리는 대로 노는 연이로소이다. 오르게 하면 오르고 내리게 하면 내리고 좌로 하면 좌로, 우로 하면 우로, 퇴김 주는 대로 줄을 풀면 나가고 감으면 오고 하는 연이로소이다. 연은 항상 그 얼굴을 임자에게만 향하고 있음이 그 특색이로소이다. 만일 뒤집혀서 등이 임자 편에 온다면 이는 벌써 땅에 떨어지지 않으면 안될 것이었나이다. 주여, 나는 언제든지 주의 편에 얼굴을 대하고 주의 말만 듣게 하옵소서. 말을 안 듣게 될 때 연은 땅에 곤두박질 하는 것이었습니다.

- 나의 외적 소유나 내적 소유들을 다 버릴 것이요, 다른 아무것도 나의 중심을 주관치 못하게 하라. 대게 하나님은 홀로 당신만이 주관자이시매 다른 사람이 주관한다는 것은 기뻐하시지 않느니라.

- 오늘의 교회의 전도사업이란 것은 주님의 뜻과는 전혀 반대되는 노릇을 하고 있습니다. 사람을 되도록 많이 모아 놓고 제 수단과 제 방법으로 해내려고 합니다.

- 우리는 기도를 해야겠습니다. 내 집을 위해서가 아니고 식구를 위해서나 밥을 위해서가 아니고 사업을 위해서나 세력을 얻기 위해서가 아니고 오직 사랑을 위해서, 모든 사람이 다같이 사랑 가운데 살 수 있기 위해서 기도해야겠습니다. 그리고 생명을 위하여, 심령을 위하여, 죄인을 위하여, 자비를 위하여, 사랑을 위하여 기도하여야겠습니다.

- 신앙생활에 있어서도 전체를 희생하여야 은혜를 받는다.

- 기도는 모험적이어야 한다.

- 신앙은 불이고 참된 지식은 연료이다.

- 학설만 취하는 것은 선악과만 먹고 마는 것이다.

- 서양의 기독교는 동적이요, 동양의 기독교는 정적이다.

- 서양: 물(物), 현세적, 형식적, 외적 / 동양: 영(靈), 내세적, 신비, 내적

- 서양인은 외적의 것을 다 찾았다. 이제 신비적인 것을 동양인이 찾아야겠다.

- 서양인은 공관복음적이요, 동양인은 요한복음적이다.

- 신앙은 진자(振子)와 같이 극단적 운동이다.

- 나는 말을 할 수 없노라. 입 밖으로 나오지 않는 하나님의 말씀, 곧 나의 설교는 나의 중심에 가득히 서리어 있노라. 중심에 있어서 나를 괴롭게 하노라. 나는 말로 할 수 없어 눈물만 흘리노라. 이 눈물은 오늘의 나의 설교로다. 나는 중심에 있는 말을 다하지 못하여 전신의 힘을 모아 쥐어 손을 드노라. 든 손은 곧 나의 설교로다. 나는 말할 수 없으매 엎드려 기도하노라. 이는 곧 나의 설교로라. 나의 등에서 흐르는 땀은 여러분을 위한 나의 진실한 설교로다.

- 주의 나라에는 남자도 없고 여자도 없고 먹는 것도 없고 입는 것도 없습니다. 다만 은혜만을 생각하고 주님의 사랑을 그리워하며 진리를 구하는 것밖에 없습니다.

- 기도의 생활은 용기의 생활입니다. 기도의 생활은 위로의 생활입니다. 기도의 생활은 거룩한 생활입니다. 기도의 생활은 한편으로 자기의 죄와 허물을 찾아서 참회하는 동시에 주님의 십자가 공로와 그 사랑을 우러러 보며 감사하는 생활입니다. 자기의 죄만을 볼 때에는 괴로우나 주님의 십자가를 우러러 볼 때에는 기쁘고 감사한 것밖에 없는 것입니다.

- 나는 오래 살기를 원치 않습니다. 하루라도 온전히 주의 뜻대로 살면 그것이 나에게는 큰 복이요, 영광입니다.

- 나는 평안하기를 원치 않노라. 오래 살기를 원치 않노라. 죽든지 살든지 주님을 영화롭게 하기를 원하노라. 나의 소원대로 하나님께 기도하여주기 바라노라.

- 나는 대중을 위하여 있는 자가 아니로다. 다만 한 개인을 위하여 살려고 하노라. 대중은 나의 대상이 아니요, 개인만이 나의 진실한 대상이로다.

- 저 예수는 한 사람을 위하여 있는 자요, 대중을 위하여 있는 자가 아님을 나는 알았노라. 대중을 대하였을 때에는 그 한 사람 한 사람을 살피어 그 정지를 긍휼이 여기시도다.

- 주님은 겸비를 자리로 하시고 그 위에 앉으시며 마귀는 교만을 용상(龍床)으로 하고 거기 오는 것이었습니다. 고로 항상 겸비하지 않으면 주님은 들어와 계시기 어렵습니다. 겸비하소서.

- 오 주여, 나로 하여금 모든 것을 끊어 버리고 다만 당신과 당신의 십자가 밖에는 아무것도 모르고 아무것도 보지 않고 아무것도 들리지 않는 불구자를 만들어 주옵소서. 아멘.

- 오 주여, 나는 아직까지도 사업욕에 잡히어 있사옵니다. 나를 아주 죽여주시옵소서. 보지도 못하고 듣지도 못하고 다른 것은 생각도 못하는 참 병신으로 만들어 주옵소서.

- 형제여, 나를 사랑하지 말고 진리를 사랑하여다오. 내가 만일 진리에서 벗어나는 것이 있으면 형제는, 나를 버리라. 진리를 취하기 위하여 비(非)진리인 나를 버려다오. 그리하여 세상에서 진리가 행세하게 하여다오.

- 사람은 큰 일에서보다 작은 일에서 더 잘 알 수 있는 것이니라.

- 하루에서 천 년을 살자. 그리하매 하루가 천 년 같고 천 년이 하루 같을 것이다. 한 사람에게서 만인(萬人)을 위하자. 사람이 친구를 위하여 목숨을 버리면 이보다 더 큰 사랑이 없느니라.

- 주여, 내가 주를 사랑합니다. 그러나 얼마나 사랑하는지 내가 나의 일을 알 수 없는 미련한 자로소이다. 오 주여, 내가 주님을 얼마나 사랑하는지 알게 해주소서.

- 자기가 잘 믿는 줄 아는 자나 아직 죄의 두려움 가운데 있는 자, 진실로 회개치 않으면 장치 내릴 진로를 피할 자 어디 있으리오.

- 남을 비평하는 자는 교만한자니 저가 자기의 죄과를 생각하지 않는 자임으로써다.

- 은혜를 갈구치 않는 자는 교만한 자니 저는 주의 새로운 은혜를 적게 생각하거나 자기는 넉넉히 은혜를 받은 자로 자처하는 자이니라.

- 사치한 자는 교만한 자니 저는 사람의 멸시를 싫어하는 자니라.

- 육의 사람은 높이 올라 세상의 권세와 영광을 요하되 영의 사람은 땅에 엎드려 하나님을 요하며 또 그에게 굴종(屈從)할 수 있는 겸비를 요하느니라.

- 육의 사람은 교회의 고위(성전 꼭대기)를 탐하고 또한 이적적으로 군중을 압도할 능력을 요한다. 그러나 영의 사람은 다만 하나님만이 그에게 절대적 지상(至上)의 존재이심을 확신할 뿐이다.

- 오 주여, 나를 숨겨주옵소서. 당신만이 나의 구주로소이다. 사랑의 날개로 나를 덮어주소서. 그리하여 당신은 나에게로 향하는 바 저주를 당신 몸에 받으시는 것이옵니다. 오 주여, 나의 주님.

- 세상의 사람은 겉모양을 단장하고 하늘의 사람은 속마음을 장식하건만 저희는 세상의 사람과 같이 겉모양을 단장한 자 중에서 목사를 찾았으니 어찌 하늘에 속한 자를 찾을 수가 있었으리요.

- 누구든지 하나님의 뜻대로 하는 자, 내 부모요, 형제요, 자매니라. 나는 도처에서 믿음의 식구를 만나는 것처럼 기쁜 일이 없습니다. 그들을 만나 나의 피곤한 영과 육은 큰 위로를 받고 용기를 얻는 것입니다. 그들이 있음은 나의 큰 위로올시다.

- 주를 따라 살려면 먼저 그와 같이 죽어야 될지니, 곧 육신의 생각과 정욕과 사욕과 물욕까지 죽어야 할 것이니라. 예전 생각, 예전 혈기, 예전 생활, 예전 풍속, 예전 습관, 예전 인정, 예전 말씨, 예전 행동 다 죽어야 할지니라.

- 오 주여, 나는 이 세상에서 나의 육이 너무 평안하고 나의 생활이 아직 수치와 욕을 당하지 아니하였사오매 나의 영이 장차 받을 바를 생각하면 두려움이 가득하오이다.

- 기도로 살다 기도로 죽어. 이 얼마나 복된 일인지 모르겠습니다. 기도는 우리의 본업이요, 그 외의 것은 다 부업입니다. 본업에 실패한 자, 부업만을 가지고 살기 어렵습니다.

- 나는 창기에게서도 배움이 있는 자요, 난봉에게서나, 아이에게서나, 무식한 자에게서나, 불교인에게서나, 무교회주의자에게서나, 누구에서든지 다 배울 바를 찾는 자이외다. 왜 그런고 하니 나는 어떤 때 저희의 어떤 점보다 못한 것을 내 속에서 발견하게 될 때 나는 겸손히 저희에게서 이를 배우지 아니치 못합니다.

- 진리는 말할 바 아니요, 살 바, 장소임을 나는 압니다. 종교는 설교에 있지 않고 삶에 있지 않습니까.

- 무언(無言), 겸비(謙卑), 기도(祈禱), 근로(勤勞), 순종(順從) ━ 이는 우리의 좌우명이 되어야 합니다.

- 신앙생활이란 곧 생명과 생명의 바꿈질이었습니다. “믿는다” 하여도 이 생명의 역환이 없으면, 그는 아직 사망에 거하는 자올시다. 우리는 끊임없이 우리의 생명에서 불의를 찾아가지고는 예수에게로 달려가서 그 생명의 의(義)와 바꾸어가지고 나오나니 이것이 곧 우리의 기도 중에서 되는 일이었습니다.

- 주만 나의 주요, 그의 진리만이 나의 진리요, 그의 말만이 나의 말이요, 그의 운동만이 나의 운동이 될지라. 여기서 아주 조금이라도 어그러진다면 나는 반역자요, 변절자라. 그 이름이 마귀였느니라.

- 시를 지으려는 노력을 그만두고 주를 섬기고 진리를 사랑함에 미치라. 그리고 네가 일찍 그 시재(試才)를 하늘에 바쳤으면 너에게 진리를 주어 시로 짜서 바치라 할 것이었느니라. 주로부터 받아 주께 드리는 것만이 참된 생명 있는 시이니, 주는 곧 진리요, 생명이요, 인간의 밟을 바 길(道)이었음이라.

- 사업욕, 공명심, 이는 다 신앙의 부허(浮虛)요 진리에 있어 이단(異端)이었느니라.

- 내 천(賤)하려 해도 스스로 천할 수 없고 내 죽으려 해도 스스로 죽을 수 없으니 나의 주여! 나를 천케 하시고 나를 죽이소서. 그리하여 온전히 주를 영광스럽게만 하옵소서.

- 나의 전체의 일은 다만 신앙을 위함이요, 신앙을 인함이올시다. 다른 모든 것은 다 신앙의 비료올시다. 모든 것은 다 합동하여 죽음을 이루어 신앙의 삶을 북돋아 줄 것이었습니다.

- 기도가 없을 때 나의 영은 괴로운 때입니다. 밥이 없어 괴로움이 아니요, 옷이 없어 괴로움이 아닙니다. 다만 기도가 없는 그것만이 나의 괴로움입니다. 나의 모든 것은 다만 기도에 있습니다. 기도를 마귀에게 빼앗기면 나는 모든 것을 빼앗기는 자입니다. 기도, 기도, 아 그리운 기도. 내 생명이 떠날 때까지 할 수 있는 기도를 주옵소서. 기도는 나의 알파요, 오메가가 되어지리다. 나의 생은 기도로 시작하여 기도로 마치게 하여 주옵소서. 아멘.

- 예수를 유일 최대의 애인으로 삼고 언제든지 그만을 사랑하다가 그를 위해 이 생명을 바치고 싶어요.

- 진리를 아는 것보다 더 상쾌한 정신적 쾌락은 없을 것이다. 영적 생활의 진리는 여기 있는 것이다.

- 누더기를 입고 세수를 안했으면 어때요. 새 옷을 입어 곱게 차리고 옷에 정신을 빼앗겨 주를 잊는 것보다는 마음대로 엎드릴 수 있고 되는대로 뒹굴 수 있는 헌 옷이 얼마나 주님에게 곱게 보여요.

- 좋다고 생각되는 길로 가서 구원을 얻으시오. 그러나 못 얻겠거든 예수께로 오시오.

- 술에서, 계집에서 안전을 얻겠거든 그리로 가시오. 그리고 나도 데려다 주시오. 우리 동포도 다 데려가시오. 그러나 그것은 헛된 고심이요, 애씀이기에 나는 이 도를 전하는 것입니다.

- 성신의 은혜를 받으려면 죽었다가 깨어나야 됩니다. 작은 죄과라도 철저히 쏟아버려야 새 은혜가 담기는 것입니다.

- 기도는 곧 시(詩)입니다.

- 교만한 이마가 먼지에 엎드러지기 전에는 신도 모르고 진리도 모른다.

- 기도는 잠꼬대로 하지 말고 영이 깨어서 전심전령(全心全靈)을 바쳐서 할 것이다.

- ‘나’가 마귀올시다. 그래서 ‘내’가 죽어야 마귀가 죽는다.

- 주는 나의 밥, 나의 잠, 나의 보재약, 나의 눈물, 나의 땀, 나의 세계, 나의 우주.

- 지옥의 말석(末席)에 갈 자 ━ ① 오래 믿은 자 ② 학자 ③ 부자

- 불쌍한 자 ━ 가르침을 받을 수 없는 자. 남을 인도하는 자.

- 죄의 값은 ━ ① 마음이 상하고 ② 얼굴이 변하고 ③ 경제 파멸 ④ 조직 파멸 ⑤ 병고 ⑥ 죽음 - 최고 법원(최고 학원) ⑦ 지옥.

- 우리의 눈은 원불견(遠不見), 근불견(近不見). 너무 밝아도 너무 어두워도 못 보고 높아도 못 보고 낮아도 못 본다. 하나님이 이런 눈에 보일 것이냐.

- 혼자 기도할 때 무서우면 신이 멀리 있는 증거다. 기쁘고 환하면 신이 가까이 계신 증거다.

- 병시(病時)는 복 될 때 ━ 주와 마주앉아 이야기하는 때인 고로

- 주는 체험할 것이지 말할 것이 아니다. 설명하는 자가 되지 말고 체험하며 사는 자가 되자.

- 값이 높은 보물일수록 나타나지 않는다. 주의 은혜는 나타나지 않는다.

- 목사는 가련(可憐) ━ 내수외호(內瘦外豪)

- 예수를 믿지 않고 10년을 살아 보시오. 예수를 믿지 않고 20년을 살아 보시오. 그렇게 살아야 별 것 없어요. 그러니 이제부터라도 주님의 생명을 붙잡고 살아보라는 것입니다.

- 사람은 다 광인(狂人)이로소이다. 이왕 미칠 바에는 진리에 미치고 그리스도에게 미치게 하옵소서.

- 사랑은 사람의 생명이라. 고로 사랑은 곧 사람 그것이었느니라. 사람이 사람됨은 곧 그 사랑 즉, 그 의지에 있는 것이요, 그 지성(知性)에 있는 것이 아니었느니라. 고로 그 지식이 얼마나 고상하다고 해도 사랑이 저열(低劣)하면 그는 비열(卑劣)한 인격이었느니라.

- 속이 상하고 쓰림을 무릅쓰고 모든 근심 걱정을 주께 던져버리고 성경을 보았다. 과연 성경은 크고 큰 생명책이로소이다.

- 나는 나의 일에 아무 계획도 없습니다. 그냥 생명강수 넘쳐흐르는 대로 떠나려 갈 모양. 그러다가 어디 걸리면 머무르고 또 쏠려가면 가다가 깨어지면 깨어지고. 나는 방향도 모르고 계획도 모릅니다.

- 주는 신랑! 나는 신부. 주여, 침방(寢房)에서 사귀는 사랑의 사귐의 때를 허락하소서. 지금은 나의 신방에 잡인의 출입이 잦아서 주님과 고요히 사귀었을 사랑과 진리를 얻지 못하나니 나의 영은 무한히 피로하오이다. 오━ 주여!

- 형아, 나는 이론(理) 없이 빛 없이 죽으려 한다. 뒤에 조리 있고 빛 있게 싸울 사자(使者)가 나오기를 바라면서. 나는 무리(無理)하게 죽을 테니 형은 유리(有理)하게 살아 주지 않으려나. 나는 법 없이 조리(條理) 없는 운동에 제물이 되거든 형은 법적으로 조리 있게 일하여다오. 이를 위하여 나는 먼저 떨어져 죽는 작은 밀알 한 알갱이가 되려 하노라.

- 우리의 배울 바는 예수의 생활 그것이다.

- 모든 것을 예수에게 물으라. 세상도 예수에게 묻고 기독교도 예수에게 묻고 인생도 예수에게 묻고 너와 나도 예수에게 물으라.

- 예수다! 우리 신앙의 초점은 예수다! 소망에도 예수요 인내에도 예수요 기도에도 예수요 찬송에도 예수다. 떠들어도 예수요 잠잠해도 그저 예수뿐이다. 생시에도 예수! 꿈에도 예수! 그리고 잠꼬대에도 예수다! 먹어도 예수요 입어도 예수요 자도 예수요 일하여도 예수다! 그저 우리 생명의 초점은 예수뿐이다.

- 핍박을 받고 멸시를 받아도 저희들을 관용하며 나의 마음이 화평과 안위를 잃지 않는다면 이! 과연 주님으로 더불어 같이 있는 증거라 하겠사오나 저희들을 원망하거나 또 나의 심중의 화평을 잃고 불안과 수치를 느낀다면 이는 주께서 떠나신 증거니 우리는 힘써 구하여 주를 심중에 영접하도록 해야 할 것입니다. 세상과 멀어질수록 주님과는 가까워지나니 세상에서 버림을 당하는 일이 오히려 복되지 아니하오리까!

- 주의 허락 없이는 참새 하나라도 땅에 떨어뜨리지 못할 것이요, 머리카락 하나라도 검고 희게 못하는 것이니 든든히 믿고 돌진할 것입니다.

- 영을 위한 노동 중에는 성경 보며 땀이 흐르도록 기도하는 것이 상책이고, 육을 위한 노동 중에는 땅 파며 육을 움직이는 일이 상책일 것입니다.

- 하나님을 믿는 야곱은 돌 배게 하고서도 돌단을 쌓고 감사했습니다. 공부 많이 하고 돈 모아 가지고 명예 얻어 가지고 돌단 쌓을 수 없습니다.

- 즐겨 사람의 악을 말하는 자는 악인이다. 즐겨 사람의 선을 말하는 자는 선인이다. 즐겨 사람의 악한 일을 듣는 자는 악인이다. 즐겨 사람의 선한 일을 듣는 자는 선인이다.

- 선은 여성적이요, 악은 남성적이다. 선은 약하되 강하고 악은 강하되 약하며 선은 져서 이기고 악은 이겨서 지는 것이니라. 우리는 이겨서 질 자가 아니요, 져서 마침내 승리를 얻을 자니라.

- 어떤 사람에게 1의 선과 99의 악이 있느냐. 그러면 나는 한 개의 선을 위하여 저를 사랑하고 존경하겠노라. 세상에 한 사람의 선인과 99명의 악인이 있느냐. 그러면 나는 한 사람의 선인을 위하여 세상을 귀히 알고 중히 여길지니라.

- 사랑으로 시작되지 않는 신앙은 허위의 신앙이니 이는 사람을 죽일 신앙이니라. 네가 신앙의 소유자냐. 그러면 너는 사랑의 소유자가 될지어다. 사랑이 없는 신앙은 불 꺼진 등이요, 맹인의 안경이니라.

- 지금은 과연 먹을 것이 없어서 기근이 아니요, 마실 것이 없어 목마른 것이 아니라, 다만 진리가 없어서 기갈이로소이다. 이 강산의 모든 영들은 충분히 말랐습니다.

- 교회 표면에 쳐 놓은 신성의 막(幕), 평화의 포장을 걷어치우고 그 내용을 들여다보면 분쟁, 시기, 냉정, 탐리의 마가 횡행하오니 그 속에서 어찌 천국을 찾아보며 또 신성을 보겠나이까. 어서 주의 신령한 손이 일하여 주시고 진리와 사랑의 성신이 충만하게 임하여 주옵소서. 아멘.

- 이제 내가 사람들에게 좋게 하랴, 하나님에게 좋게 하랴. 사람들에게 기쁨을 구하랴. 내가 지금까지 사람의 기쁨을 구하는 것이라면 그리스도의 종이 아니니라.

## 신학사상
이용도의 주된 신학은 신비주의이다. 대표적으로 기도 신비주의와 그리스도 신비주의가 있는데, 기도 신비주의의 가장 큰 특징은 깊은 차원의 기도를 통해 영성에 근접하고자 한다는 것이다. 그는 기도를 통해 그리스도를 체험할 수 있는 것이 인간으로서 가장 큰 복이라고 강조하였다. 그의 신비주의의 궁극적인 목표는 바로 그리스도와 일체를 이루는 것이었는데, 이용도는 오직 기도를 통해서만 그러한 목표를 달성할 수 있다고 여겼다. 한편 그리스도 신비주의는 고난을 감수하고 이를 극복하고자 했던 그리스도를 따라 그와 하나가 되는 삶을 추구하고자 하였다. 그는 단순히 그리스도의 삶을 모방하는 것이 아니라 신비주의적 체험을 바탕으로 그리스도의 고통과 아픔을 자신의 것으로 내재화시키는 모습을 보였다.

## 활동금지
그의 신비주의 신학은 곧 기존 교단의 의심과 견제에 직면하였다. 1931년 10월에는 장로교 황해노회가 그에게 금족령을 내렸고, 1932년 4월에는 평양노회가 금족령을 내려 그를 규제하였다. 1932년 제22차 장로교 총회에서는 결국 그를 ‘이단’으로 규정하고 목회 활동을 금지시켰다.

## 평가
그의 신비주의는 기독교 신앙의 토착화의 발판을 제시한 것으로 평가한다, 일제의 고난속에서 기도를 통하여 민족의 아픔을 극복하려는 신앙의 모습을 보여준다.
그러나 그의 신학이 성경적 근거에 기초하지 못하여 주관적 해석과 정통 교리를 벗어난 체험 중심적 신비주의 신학은 많은 이단들에게 영향을 주었던 점에서 많은 비판을 받는다. 최근 이용도 목사를 이단이 아닌 순수한 기도의 사람으로 평가를 하는 책들도 출판되고 있다.

## 같이 보기
- 신비주의
- 박재봉